# You Send Me
Singles de Sam Cooke
I'll Come Running Back to You
(1957)
You Send Me est une chanson du chanteur américain Sam Cooke.
Publiée en single (sous le label Keen Records) en octobre 1957, elle a atteint la 1re place du Hot 100 du magazine musical américain Billboard, passant en tout 26 semaines dans le chart.
En 2004, Rolling Stone a classé cette chanson, dans la version originale de Sam Cooke, 115e sur la liste des « 500 plus grandes chansons de tous les temps » (En 2010, le magazine rock américain a mis à jour sa liste, maintenant la chanson est aussi 115e). Elle est également sélectionnée par le Rock and Roll Hall of Fame, en 1995, comme l'une des « 500 chansons qui ont façonné le rock 'n' roll ».

## Composition
La chanson a été écrite par Sam Cooke. L'enregistrement de Sam Cooke a été produit par Richard (Bumps) Blackwell.
You Send Me est reprise en 1964 par Otis Redding, un grand admirateur de Sam Cooke, sur son premier album Pain In My Heart.